# Coupe de la Ligue japonaise de football 2002
Navigation
Coupe de la Ligue 2001 Coupe de la Ligue 2003
La coupe de la Ligue japonaise 2002 est la 10e édition de la Coupe de la Ligue japonaise, organisée par la J.League, elle oppose les 16 équipes de J.League du 27 avril 2002 au 4 novembre 2002.
Le vainqueur se qualifie pour la Coupe Suruga Bank.

## Format
Les 16 équipes évoluant en J.League 2002 participent au tournoi.

## Phase de groupes
Les premiers de chaque groupe et les deux meilleurs deuxièmes se qualifient pour les quarts de finale.

### Groupe A
| Rang | Équipe            | Pts | J | G | N | P | Bp | Bc | Diff |  | Résultats (▼ dom., ► ext.) | IWA | REY | SEN | SAP |
| ---- | ----------------- | --- | - | - | - | - | -- | -- | ---- |  | -------------------------- | --- | --- | --- | --- |
| 1    | Júbilo Iwata      | 12  | 6 | 3 | 3 | 0 | 9  | 2  | +7   |  | Júbilo Iwata               |     | 0-0 | 5-1 | 3-1 |
| 2    | Kashiwa Reysol    | 7   | 6 | 1 | 4 | 1 | 2  | 2  | 0    |  | Kashiwa Reysol             | 0-0 |     | 0-0 | 1-0 |
| 3    | Vegalta Sendai    | 6   | 6 | 1 | 3 | 2 | 4  | 8  | -4   |  | Vegalta Sendai             | 0-1 | 1-1 |     | 1-0 |
| 4    | Consadole Sapporo | 5   | 6 | 1 | 2 | 3 | 3  | 6  | -3   |  | Consadole Sapporo          | 0-0 | 1-0 | 1-1 |     |

### Groupe B
| Rang | Équipe           | Pts | J | G | N | P | Bp | Bc | Diff |  | Résultats (▼ dom., ► ext.) | FCT | SHI | TOK | KOB |
| ---- | ---------------- | --- | - | - | - | - | -- | -- | ---- |  | -------------------------- | --- | --- | --- | --- |
| 1    | FC Tokyo         | 13  | 6 | 4 | 1 | 1 | 8  | 3  | +5   |  | FC Tokyo                   |     | 3-0 | 2-1 | 1-0 |
| 2    | Shimizu S-Pulse  | 12  | 6 | 4 | 0 | 2 | 9  | 8  | +1   |  | Shimizu S-Pulse            | 2-1 |     | 3-1 | 2-1 |
| 3    | Tokyo Verdy 1969 | 7   | 6 | 2 | 1 | 3 | 10 | 10 | 0    |  | Tokyo Verdy 1969           | 0-1 | 2-0 |     | 5-3 |
| 4    | Vissel Kobe      | 2   | 6 | 0 | 2 | 4 | 5  | 11 | -6   |  | Vissel Kobe                | 0-0 | 0-2 | 1-1 |     |

### Groupe C
| Rang | Équipe              | Pts | J | G | N | P | Bp | Bc | Diff |  | Résultats (▼ dom., ► ext.) | ICH | GAM | YOK | KYO |
| ---- | ------------------- | --- | - | - | - | - | -- | -- | ---- |  | -------------------------- | --- | --- | --- | --- |
| 1    | JEF United Ichihara | 11  | 6 | 3 | 2 | 1 | 14 | 10 | +4   |  | JEF United Ichihara        |     | 4-4 | 2-0 | 2-1 |
| 2    | Gamba Osaka         | 8   | 6 | 2 | 2 | 2 | 12 | 12 | 0    |  | Gamba Osaka                | 3-2 |     | 0-1 | 2-2 |
| 3    | Yokohama F. Marinos | 7   | 6 | 2 | 1 | 3 | 5  | 8  | -3   |  | Yokohama F. Marinos        | 1-3 | 2-1 |     | 0-0 |
| 4    | Kyoto Purple Sanga  | 6   | 6 | 1 | 3 | 2 | 7  | 8  | -1   |  | Kyoto Purple Sanga         | 1-1 | 1-2 | 2-1 |     |

### Groupe D
| Rang | Équipe               | Pts | J | G | N | P | Bp | Bc | Diff |  | Résultats (▼ dom., ► ext.) | URA | KAS | NAG | HIR |
| ---- | -------------------- | --- | - | - | - | - | -- | -- | ---- |  | -------------------------- | --- | --- | --- | --- |
| 1    | Urawa Red Diamonds   | 13  | 6 | 4 | 1 | 1 | 12 | 10 | +2   |  | Urawa Red Diamonds         |     | 3-2 | 1-5 | 3-1 |
| 2    | Kashima Antlers      | 9   | 6 | 3 | 0 | 3 | 9  | 10 | -1   |  | Kashima Antlers            | 2-3 |     | 3-1 | 1-0 |
| 3    | Nagoya Grampus Eight | 7   | 6 | 2 | 1 | 3 | 11 | 9  | +2   |  | Nagoya Grampus Eight       | 0-2 | 3-0 |     | 1-2 |
| 4    | Sanfrecce Hiroshima  | 5   | 6 | 1 | 2 | 4 | 7  | 8  | -1   |  | Sanfrecce Hiroshima        | 0-0 | 0-1 | 1-1 |     |

### Phase finale
|  | Quarts de finale            | Quarts de finale    | Quarts de finale                        | Quarts de finale    |                 |                 | Demi-finales              | Demi-finales              | Demi-finales              | Demi-finales              |  |  | Finale                          | Finale                          | Finale                          | Finale                          |
|  |                             |                     |                                         |                     |                 |                 |                           |                           |                           |                           |  |  |                                 |                                 |                                 |                                 |
|  | Stade Yamaha, Iwata         | Stade Yamaha, Iwata | Stade Yamaha, Iwata                     | Stade Yamaha, Iwata |                 |                 | Stade de Kashima, Kashima | Stade de Kashima, Kashima | Stade de Kashima, Kashima | Stade de Kashima, Kashima |  |  | Stade olympique national, Tokyo | Stade olympique national, Tokyo | Stade olympique national, Tokyo | Stade olympique national, Tokyo |
|  | Stade Yamaha, Iwata         | Stade Yamaha, Iwata | Stade Yamaha, Iwata                     | Stade Yamaha, Iwata |                 |                 | Stade de Kashima, Kashima | Stade de Kashima, Kashima | Stade de Kashima, Kashima | Stade de Kashima, Kashima |  |  | Stade olympique national, Tokyo | Stade olympique national, Tokyo | Stade olympique national, Tokyo | Stade olympique national, Tokyo |
|  | Júbilo Iwata                | Júbilo Iwata        | 1                                       | 1                   |                 |                 | Stade de Kashima, Kashima | Stade de Kashima, Kashima | Stade de Kashima, Kashima | Stade de Kashima, Kashima |  |  | Stade olympique national, Tokyo | Stade olympique national, Tokyo | Stade olympique national, Tokyo | Stade olympique national, Tokyo |
|  | Júbilo Iwata                | Júbilo Iwata        | 1                                       | 1                   |                 |                 | Stade de Kashima, Kashima | Stade de Kashima, Kashima | Stade de Kashima, Kashima | Stade de Kashima, Kashima |  |  | Stade olympique national, Tokyo | Stade olympique national, Tokyo | Stade olympique national, Tokyo | Stade olympique national, Tokyo |
|  | Kashima Antlers             | Kashima Antlers     | 2                                       | 2                   |                 |                 | Stade de Kashima, Kashima | Stade de Kashima, Kashima | Stade de Kashima, Kashima | Stade de Kashima, Kashima |  |  | Stade olympique national, Tokyo | Stade olympique national, Tokyo | Stade olympique national, Tokyo | Stade olympique national, Tokyo |
|  | Kashima Antlers             | Kashima Antlers     | 2                                       | 2                   | Kashima Antlers | Kashima Antlers | 2ap                       | 2ap                       |                           |                           |  |  | Stade olympique national, Tokyo | Stade olympique national, Tokyo | Stade olympique national, Tokyo | Stade olympique national, Tokyo |
|  | ZA Oripri Stadium, Ichihara |                     |                                         |                     | Kashima Antlers | Kashima Antlers | 2ap                       | 2ap                       |                           |                           |  |  | Stade olympique national, Tokyo | Stade olympique national, Tokyo | Stade olympique national, Tokyo | Stade olympique national, Tokyo |
|  |                             |                     | Shimizu S-Pulse                         | Shimizu S-Pulse     | 1               | 1               |                           |                           |                           |                           |  |  | Stade olympique national, Tokyo | Stade olympique national, Tokyo | Stade olympique national, Tokyo | Stade olympique national, Tokyo |
|  | JEF United Ichihara         | JEF United Ichihara | Shimizu S-Pulse                         | Shimizu S-Pulse     | 1               | 1               | 0                         | 0                         |                           |                           |  |  | Stade olympique national, Tokyo | Stade olympique national, Tokyo | Stade olympique national, Tokyo | Stade olympique national, Tokyo |
|  | JEF United Ichihara         | JEF United Ichihara | Stade commémoratif de l'Expo '70, Suita |                     |                 |                 | 0                         | 0                         |                           |                           |  |  | Stade olympique national, Tokyo | Stade olympique national, Tokyo | Stade olympique national, Tokyo | Stade olympique national, Tokyo |
|  | Shimizu S-Pulse             | Shimizu S-Pulse     | 3                                       | 3                   |                 |                 |                           |                           |                           |                           |  |  | Stade olympique national, Tokyo | Stade olympique national, Tokyo | Stade olympique national, Tokyo | Stade olympique national, Tokyo |
|  | Shimizu S-Pulse             | Shimizu S-Pulse     | 3                                       | 3                   | Kashima Antlers | Kashima Antlers | 1                         | 1                         |                           |                           |  |  |                                 |                                 |                                 |                                 |
|  | Stade Ajinomoto, Tokyo      |                     |                                         |                     | Kashima Antlers | Kashima Antlers | 1                         | 1                         |                           |                           |  |  |                                 |                                 |                                 |                                 |
|  |                             |                     | Urawa Red Diamonds                      | Urawa Red Diamonds  | 0               | 0               |                           |                           |                           |                           |  |  |                                 |                                 |                                 |                                 |
|  | FC Tokyo                    | FC Tokyo            | Urawa Red Diamonds                      | Urawa Red Diamonds  | 0               | 0               | 1                         | 1                         |                           |                           |  |  |                                 |                                 |                                 |                                 |
|  | FC Tokyo                    | FC Tokyo            |                                         |                     |                 |                 |                           |                           |                           |                           |  |  |                                 |                                 |                                 |                                 |
|  | Gamba Osaka                 | Gamba Osaka         | 3                                       | 3                   |                 |                 |                           |                           |                           |                           |  |  |                                 |                                 |                                 |                                 |
|  | Gamba Osaka                 | Gamba Osaka         | 3                                       | 3                   | Gamba Osaka     | Gamba Osaka     | 2                         | 2                         |                           |                           |  |  |                                 |                                 |                                 |                                 |
|  | Stade Saitama 2002, Saitama |                     |                                         |                     | Gamba Osaka     | Gamba Osaka     | 2                         | 2                         |                           |                           |  |  |                                 |                                 |                                 |                                 |
|  |                             |                     | Urawa Red Diamonds                      | Urawa Red Diamonds  | 3ap             | 3ap             |                           |                           |                           |                           |  |  |                                 |                                 |                                 |                                 |
|  | Urawa Red Diamonds          | Urawa Red Diamonds  | Urawa Red Diamonds                      | Urawa Red Diamonds  | 3ap             | 3ap             | 1                         | 1                         |                           |                           |  |  |                                 |                                 |                                 |                                 |
|  | Urawa Red Diamonds          | Urawa Red Diamonds  |                                         |                     |                 |                 |                           | 1                         |                           |                           |  |  |                                 |                                 |                                 |                                 |
|  | Kashiwa Reysol              | Kashiwa Reysol      | 0                                       | 0                   |                 |                 |                           |                           |                           |                           |  |  |                                 |                                 |                                 |                                 |
|  | Kashiwa Reysol              | Kashiwa Reysol      | 0                                       | 0                   |                 |                 |                           |                           |                           |                           |  |  |                                 |                                 |                                 |                                 |
|  |                             |                     |                                         |                     |                 |                 |                           |                           |                           |                           |  |  |                                 |                                 |                                 |                                 |

### Quarts de finale
| Club                | Score | Club            |
| ------------------- | ----- | --------------- |
| FC Tokyo            | 1 - 3 | Gamba Osaka     |
| Júbilo Iwata        | 1 - 2 | Kashima Antlers |
| Urawa Red Diamonds  | 1 - 0 | Kashiwa Reysol  |
| JEF United Ichihara | 0 - 3 | Shimizu S-Pulse |

### Demi-finales
| Club            | Score    | Club               |
| --------------- | -------- | ------------------ |
| Kashima Antlers | 2 - 1 ap | Shimizu S-Pulse    |
| Gamba Osaka     | 2 - 3 ap | Urawa Red Diamonds |

### Finale
| Lundi 4 novembre 2002                | Kashima Antlers                            | 1 - 0   | Urawa Red Diamonds                  | Stade olympique national, Tokyo                     |                                                     |
| 14h00 (UTC+9) (6h00 heure française) | Ogasawara 59e                              | (0 - 0) |                                     | Spectateurs : 56 064 Arbitrage : Toshimitsu Yoshida | Spectateurs : 56 064 Arbitrage : Toshimitsu Yoshida |
| 14h00 (UTC+9) (6h00 heure française) | Ogasawara 34e · Euller 46e · Narahashi 58e | Rapport | 1e Emerson · 71e Yamada · 76e Ihara | Spectateurs : 56 064 Arbitrage : Toshimitsu Yoshida | Spectateurs : 56 064 Arbitrage : Toshimitsu Yoshida |

## Statistiques

### Meilleurs buteurs
|                    | Buteur     | Club               | Buts | MJ |
| ------------------ | ---------- | ------------------ | ---- | -- |
| Médaille d'or      | Emerson    | Urawa Red Diamonds | 6    | 6  |
| Médaille d'argent  | Magrão     | Gamba Osaka        | 6    | 8  |
| Médaille de bronze | Tuto       | Urawa Red Diamonds | 5    | 8  |
| 4                  | Edmundo    | Tokyo Verdy 1969   | 5    | 6  |
| 5                  | Marcelinho | Gamba Osaka        | 4    | 6  |